# Lütkens ålbrosme
Lütkens ålbrosme (Lycodes luetkenii) är en bottenfisk i familjen tånglakefiskar som lever i Arktis och Norra ishavet.

## Utseende
En avlång, ålliknande fisk med satt kroppsform och stora bröstfenor. Som hos alla tånglakefiskar är rygg-, stjärt- och analfena sammanhängande. Kroppen är tecknad i omväxlande mörka och ljusa tvärstrimmor. Som mest kan arten bli 36 cm lång.

## Vanor
Lütkens ålbrosme är en bottenfisk som lever vid dybottnar i kallt vatten (-0,6 – -1,1 ºC) på djup mellan 839 och 1463 m. Födan består av ryggradslösa djur och fiskar.

## Utbredning
Arten finns i Arktis till Norra ishavet från Nunavut i Kanada över Grönland till Spetsbergen.